# Náhorněkarabašská autonomní oblast
Náhorněkarabašská autonomní oblast (NKAO, rusky Нагорно-Карабахская автономная область (НКАО), Nagorno-Karabachskaja avtonomnaja oblast, ázerbájdžánsky Dağlıq Qarabağ Muxtar Vilayəti (DQMV), arménsky Լեռնային Ղարաբաղի Ինքնավար Մարզ (ԼՂԻՄ)) byla autonomní oblast v rámci Ázerbájdžánské sovětské socialistické republiky, která vznikla 7. července 1923. Jejím hlavním městem bylo město Stěpanakert. V čele oblasti stál první tajemník Náhorněkarabašského autonomního oblastního výboru Komunistické strany Ázerbájdžánu. Většinu obyvatelstva tvořili etničtí Arméni.

## Historie
Oblast byla sporná mezi Arménií a Ázerbájdžánem během jejich krátké nezávislosti v letech 1918 a 1920. Po sovětizaci Arménie a Ázerbájdžánu se organizace Kavbiura rozhodla ponechat oblast v rámci Ázerbájdžánské SSR a zároveň jí přiznat širokou regionální autonomii. Původně mělo být hlavní město Náhorního Karabachu Šuša a okolní vesnice z autonomie vyloučeny, protože byly převážně ázerbájdžánské, zejména po masakru a vyhnání většinového arménského obyvatelstva Šuši. Toto rozhodnutí bylo později v roce 1923 změněno, když bylo rozhodnuto o připojení Šuši k NKAO navzdory protestům muslimských vesnic, které se vyslovily pro její začlenění do Kurdistánského ujezdu.
Dne 7. července 1923 byla vytvořena Náhorněkarabašská autonomní oblast a hlavní město bylo přesunuto do Stěpanakertu. V době vzniku měla rozlohu 4 161 km2. Podle sčítání lidu z roku 1926 žilo v oblasti 125 200 obyvatel, z nichž Arméni tvořili 89,2 %. Do roku 1989 však podíl Arménů v autonomní oblasti klesl na 76,9 %. Důvodem byla politika sovětských ázerbájdžánských úřadů, která usazovala v regionu Ázerbájdžánce, dalším důvodem byla určitá emigrace karabašských Arménů a zároveň i obecně vyšší porodnost Ázerbájdžánců než Arménů.

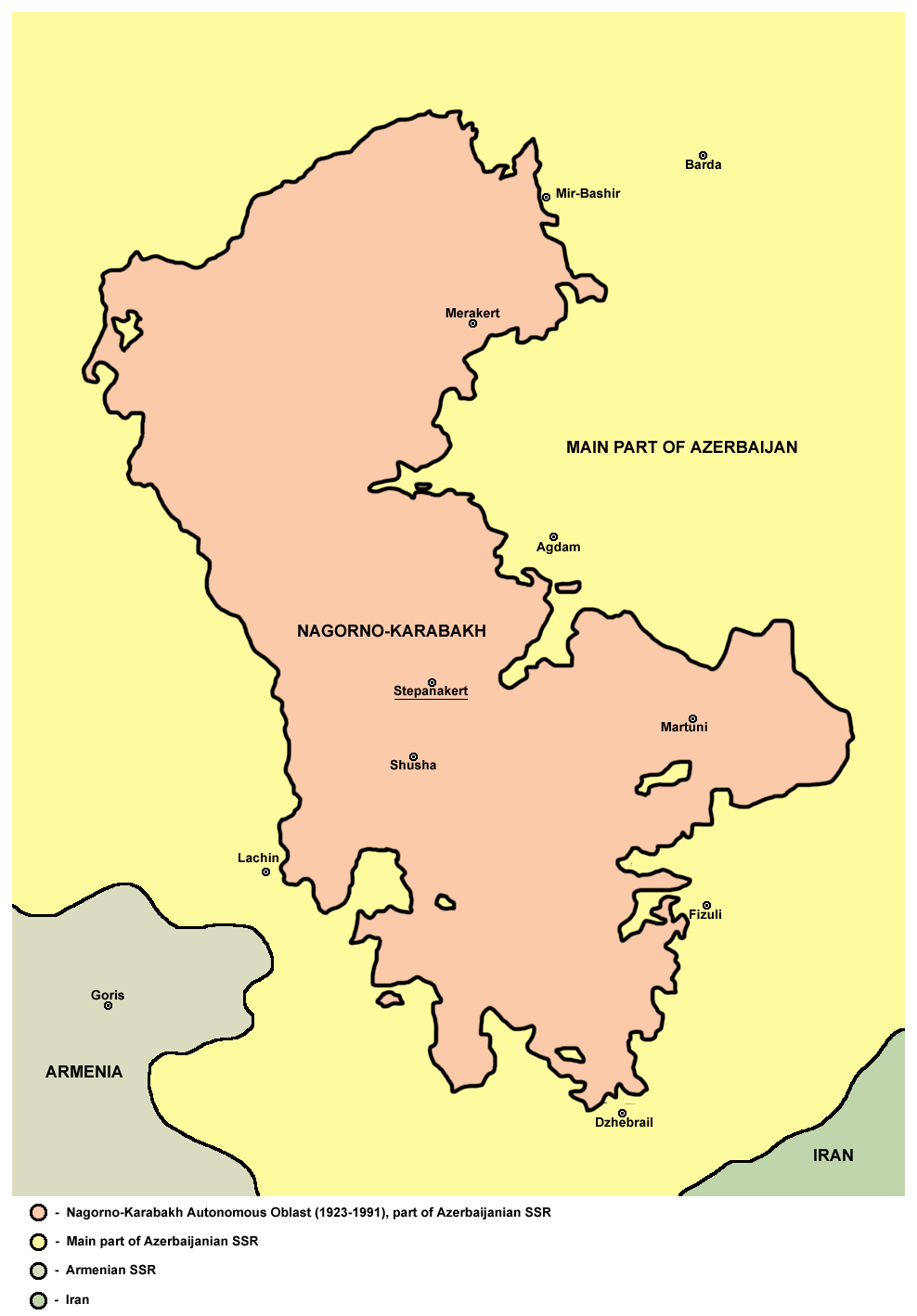
Mapa

Ačkoli se otázka statusu Náhorního Karabachu stala významným veřejným tématem až v polovině 80. let arménští intelektuálové, sovětští Arméni a karabašské arménské vedení pravidelně apelovali na Moskvu, aby byl region předán sovětské Arménii. V roce 1945 apeloval vůdce Arménské SSR Grigorij Arutinov na Stalina, aby region připojil k Arménské SSR, což bylo odmítnuto. V roce 1965 se třináct karabašských arménských stranických funkcionářů obrátilo na sovětské vedení dopisem se stížnostmi na postoj sovětských ázerbájdžánských představitelů k NKAO. Mnozí z těchto karabašských arménských funkcionářů byli propuštěni nebo přesunuti do Arménie. S nástupem Hejdara Alijeva do čela Ázerbájdžánské SSR v roce 1969 sílily pokusy o zpřísnění kontroly Baku nad autonomní oblastí. V letech 1973–74 Alijev provedl čistku v celém vedení NKAO, které bylo považováno za arménské nacionalisty. Jako prvního tajemníka Náhorněkarabašského autonomního oblastního výboru Komunistické strany Ázerbájdžánu jmenoval Borise Kevorkova, Arména nepocházející z Karabachu.
V roce 1977 napsal významný arménský spisovatel Sero Chanzadjan otevřený dopis Leonidu Brežněvovi, v němž vyzval k připojení Náhorního Karabachu k Arménské SSR.

## Administrativní dělení
V NKAO existovalo pět správních obvodů nebo rajónů:
- Okres Mardakert
- Okres Martuni
- Okres Šuša
- Okres Askeran
- Okres Hadrut

## Obyvatelstvo
| Etnická skupina | 1921    | 1921  | 1923    | 1923 | 1925    | 1925  | 1926    | 1926  | 1939    | 1939  | 1959    | 1959  | 1970    | 1970  | 1979    | 1979  | 1989    | 1989  |
| Etnická skupina | Počet   | %     | Počet   | %    | Počet   | %     | Počet   | %     | Počet   | %     | Počet   | %     | Počet   | %     | Počet   | %     | Počet   | %     |
| --------------- | ------- | ----- | ------- | ---- | ------- | ----- | ------- | ----- | ------- | ----- | ------- | ----- | ------- | ----- | ------- | ----- | ------- | ----- |
| Arméni          | 122 426 | 94,73 | 149 600 | 94,8 | 142 470 | 90,28 | 111 694 | 89,24 | 132 800 | 88,04 | 110 053 | 84,39 | 121 068 | 80,54 | 123 076 | 75,89 | 145 450 | 76,92 |
| Ázerbájdžánci   | 6 550   | 5,07  | 7 700   | 4,9  | 15 261  | 9,67  | 12 592  | 10,06 | 14 053  | 9,32  | 17 995  | 13,8  | 27 179  | 18,08 | 37 264  | 22,98 | 40 688  | 21,52 |
| Rusové          | 267     | 0,21  | 500     | 0,3  | 46      | 0.03  | 596     | 0,48  | 3 174   | 2,10  | 1 790   | 1,37  | 1 310   | 0,87  | 1 265   | 0,78  | 1 922   | 1,02  |
| Ukrajinci       | 267     | 0,21  | 500     | 0,3  | 30      | 0,02  | 35      | 0,03  | 436     | 0,29  | 238     | 0,18  | 193     | 0,13  | 140     | 0,09  | 416     | 0,22  |
| Bělorusové      | 267     | 0,21  | 500     | 0,3  | 30      | 0,02  | 12      | 0,01  | 11      | 0,01  | 32      | 0,02  | 35      | 0,02  | 37      | 0,02  | 79      | 0,04  |
| Řekové          | 267     | 0,21  | 500     | 0,3  | 30      | 0,02  | 68      | 0,05  | 74      | 0,05  | 67      | 0,05  | 33      | 0,02  | 56      | 0,03  | 72      | 0,04  |
| Tataři          | 267     | 0,21  | 500     | 0,3  | 30      | 0,02  | 6       | 0,00  | 29      | 0,02  | 36      | 0,03  | 25      | 0,02  | 41      | 0,03  | 64      | 0,03  |
| Gruzíni         | 267     | 0,21  | 500     | 0,3  | 30      | 0,02  | 5       | 0,00  | 25      | 0,02  | 16      | 0,01  | 22      | 0,01  | 17      | 0,01  | 57      | 0,03  |
| Ostatní         | 267     | 0,21  | 500     | 0,3  | 30      | 0,02  | 151     | 0,12  | 235     | 0,16  | 179     | 0,14  | 448     | 0,3   | 285     | 0,18  | 337     | 0,18  |
| Celkem          | 129 243 | 100   | 157 800 | 100  | 157 807 | 100   | 125 159 | 100   | 150 837 | 100   | 130 406 | 100   | 150 313 | 100   | 162 181 | 100   | 189 085 | 100   |

## Zánik
V roce 1987 vypukl konflikt mezi Armény v oblasti a vládou Ázerbájdžánské SSR. Boje přerostly do konce roku 1991 v první válku o Náhorní Karabach. Dne 26. listopadu 1991 Nejvyšší sovět Ázerbájdžánské republiky zrušila autonomní status oblasti. Bylo zrušeno i její vnitřní správní členění a její území bylo rozděleno a přerozděleno mezi sousední správní rajony Chodžavend, Tatar, Goranboj, Šuša a Kalbadžar. V reakci na to vyhlásilo většinové arménské obyvatelstvo oblasti nezávislost jako Náhorněkarabašská republika, kterou podpořila Arménie.